# Soueïda
Soueïda ou Sweida (en arabe :السويداء - as-Suweyda) est une ville du sud-ouest de la Syrie.
Ancienne ville antique fondée par les Nabatéens puis cité  romaine, elle est depuis le XVIe siècle peuplée de Druzes qui en ont fait leur capitale  et ont donné leur nom à la région : Djébel el-Druze.

## Histoire
À l'époque hellénistique, le bourg de Soada (« la noire »), fondé par les Nabatéens, doit son nom à la couleur noire des blocs de basalte dont sont faites les constructions d'origine. Incorporée dans un premier temps au territoire de la cité voisine de Canatha (Qanawat), elle devient sous l'Empire romain une cité de plein droit sous le nom de Dionysias dont la divinité tutélaire semble avoir été Dionysos, auquel était assimilé Dusarès, le grand dieu des Arabes Nabatéens.
Située sur la route qui relie à l'époque romaine (comme aujourd'hui) Damas à Bostra, capitale de la province d'Arabie, Soada-Dionysias se développe jusqu'à l'époque byzantine. La cité décline par la suite à l'époque islamique.
À partir du XVIe siècle, les ruines de la ville, nommée désormais Soueïda (diminutif de Soada), sont réoccupées par les Druzes.
À la fin du XIXe siècle, le pouvoir ottoman en fait une capitale provinciale et les constructions officielles provoquent la destruction de plusieurs monuments antiques pour en réutiliser les blocs.
Sous le mandat français, Soueïda continue de se développer comme capitale provinciale. Les autorités françaises envisagent d'en faire la capitale d'un État des Druzes, avant qu'éclate la révolte druze de 1925.
Dans la Syrie indépendante, Soueïda est devenue une ville importante, chef-lieu du muhafazah (gouvernorat) du Djébel el-Druze. Sa population est en majorité druze, avec une importante minorité musulmane sunnite et une minorité chrétienne.
En 2025, sous le régime syrien de Ahmed al-Charaa Al-Julani, des tensions et des affrontements éclatent entre Bédouins sunnites et des Druzes, dans un contexte de lutte pour la contrebande. Des forces de sécurité syriennes sont envoyées comme force d'interposition, mais sont prises en embuscades par la milice de Hikmat al-Hijri, un chef religieux druze anciennement pro-Assad contestant le nouveau pouvoir de Damas. Les affrontements s'étendent alors et des résidents druzes civils comme comme combattants sont tués à Soueïda, principalement lors de combat entre sa milice et les forces de sécurités syriennes aidées par des bédouins ayant pris les armes. Un cessez le feu fragile est négociée par les chefs religieux druzes Al-Hinawi et Laith Al-Balaous, interlocuteurs de Damas depuis la chute d'Assad, mais refusé par les forces d'Hikmat al-Hijri. Ces dernières sont alors soutenues depuis les airs par l'Armée israélienne qui invoque officiellement l'objectif de protéger la population druze tout en étant accusée par Damas d'instrumentaliser la situation pour déstabiliser le sud de la Syrie.
Les affrontements ont fait au moins 203 morts, selon l'Observatoire syrien des droits de l'homme.

## Célébrités
- Sultan el-Atrache (1891-1982), nationaliste syrien, commandant de la Grande révolte syrienne (1925–1927),
- Farid el Atrache (1915–1974), chanteur syro-égyptien,
- Asmahan (1917–1944), chanteuse et actrice syro-égyptienne, sœur de Farid el-Atrache,
- Shibli al-Aysami (en) (1925–2011), ancien vice-président de la Syrie,
- Ahmed Khatib (1933–1982), ancien président de la Syrie.
- Jumana Murad (1973-), actrice.

## Archéologie
La vieille ville recèle de nombreuses traces des monuments anciens :
- Temple de Dionysus-Dushara,
- Basilique Saint-Serge,
- Arche  (d'une église ruinée) : "The Gallows" (arabe : المشنقة al-Mashnaqah), avec décor de grappe de raisin,
- Amphithéâtre.